# Paris 1919
Az 1973-as Paris 1919 John Cale nagylemeze. A háttérzenészek nagyrészt a Little Feat tagjai közül kerültek ki. Ez a leginkább elfogadott és leghagyományosabb Cale-album, egyben a legismertebb szólóalbuma. Szerepel az 1001 lemez, amit hallanod kell, mielőtt meghalsz című könyvben.
2006-ban jelent meg bővített változata az eredeti dalok alternatív felvételeivel, és egy korábban kiadatlan felvétellel, a Burned Out Affair-rel.

## Az album dalai
|    | Cím                          | Szerző(k) | Hossz |
| -- | ---------------------------- | --------- | ----- |
| 1. | Child's Christmas in Wales   | John Cale | 3:21  |
| 2. | Hanky Panky Nohow            | Cale      | 2:46  |
| 3. | The Endless Plain of Fortune | Cale      | 4:13  |
| 4. | Andalucia                    | Cale      | 3:54  |
| 5. | Macbeth                      | Cale      | 3:08  |
| 6. | Paris 1919                   | Cale      | 4:07  |
| 7. | Graham Greene                | Cale      | 3:00  |
| 8. | Half Past France             | Cale      | 4:20  |
| 9. | Antarctica Starts Here       | Cale      | 2:47  |

## Közreműködők
- John Cale – ének, basszusgitár, gitár, billentyűk, brácsa
- Wilton Felder – basszusgitár
- Lowell George – gitár
- Richard Hayward – dob
- Bill Payne – billentyűk
- Chris Thomas – tamburin
- The U.C.L.A. Orchestra